# 악

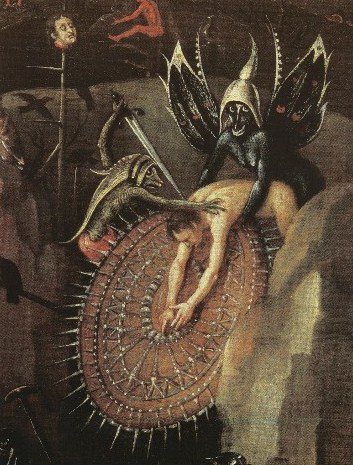

악(惡, 영어: evil, badness)은 도덕적, 또는 종교적 관점에서 부정적인 것을 가리킨다. 옳지 못한, 이기적인 행동을 의미하여 ‘죄’와 유사한 의미로 쓰이기도 한다. 악은 착하고 올바르며 헌신적인 선(善)과 대비된다.

## 선천적인 악
유교와 도교에서는 인간의 선과 악이 타고난 것이라는 관점에서 성선설(性善說)과 성악설(性惡說)을 주장하기도 하였다.

## 영어 표현
영어로서 악은 Evil로 표현되며, 악의 혼령인 악령은 Demon이다. 악령의 가시적인 형태인 악마는 Devil로 표현된다.

## 같이 보기
- 악마학
- 필요악